# Saying Sorry
«Saying Sorry» es el primer sencillo del álbum If Only You Were Lonely de la banda Hawthorne Heights. El concepto manejado en la lírica de esta canción apoya el argumento del por qué Hawthorne Heights es considerada por algunos como representante del género emo. La canción alcanzó el top diez en el listado de canciones de Rock Moderno del magazín Billboard, siendo la primera de las canciones de la banda que alcanzaba tal distinción. 
Existe alguna controversia por un supuesto mensaje subliminal en pro del racismo dentro de la canción.

## Listado de canciones
CD:
1. «Saying Sorry»
2. «Saying Sorry» (Acoustic)
3. «Ohio Is for Lovers» (Acoustic).

UK 7" - Vinilo Azul:
1. «Saying Sorry»
2. «Saying Sorry» (Acoustic)[1]

UK 7" - Vinilo Rosa:
1. «Saying Sorry»
2. «Ohio Is for Lovers» (Acoustic)[2]